# Heves vasútállomás
Heves vasútállomás egy Heves vármegyei vasútállomás, Heves településen, a MÁV üzemeltetésében. A város keleti külterületei között helyezkedik el, a központtól mintegy 2,5-3 kilométer távolságra, a 31-es főút vasúti keresztezésétől nem messze délre; közúti elérését a főútból kiágazó 32 308-as számú mellékút biztosítja.

## Vasútvonalak
Az állomást az alábbi vasútvonalak érintik:
- Kál-Kápolna–Kisújszállás-vasútvonal

## Kapcsolódó állomások
A vasútállomáshoz az alábbi állomások vannak a legközelebb:
- Erdőtelek megállóhely (Kál-Kápolna–Kisújszállás-vasútvonal)
- Hevesvezekény megállóhely (Kál-Kápolna–Kisújszállás-vasútvonal)

## Forgalom
| Járat        | Útvonal | Gyakoriság   |
| ------------ | --- | ------------ |
| személyvonat | Kál-Kápolna – Erdőtelek – Heves – Hevesvezekény – Tarnaszentmiklós – Kisköre – Kisköre-Tiszahíd – Abádszalók – Kunhegyes (– Előhát) – Kenderes – Kisújszállás | 2-5 óránként |
| személyvonat | Kál-Kápolna – Erdőtelek – Heves – Hevesvezekény – Tarnaszentmiklós – Kisköre                                                                                  | Napi 1 pár   |